# Стара-Речка
Стара-Речка (болг. Стара речка) — село в Болгарии. Находится в Тырговиштской области, входит в общину Антоново. Население составляет 20 человек (2022).

## Политическая ситуация
Стара-Речка подчиняется непосредственно общине и не имеет своего кмета.
Кмет (мэр) общины Антоново — Танер Мехмед Али Движение за права и свободы (ДПС)) по результатам выборов в правление общины.